# Díszes medvelepke
A díszes medvelepke (Arctia festiva)  a rovarok (Insecta) osztályának a lepkék (Lepidoptera) rendjéhez, ezen belül a medvelepkefélék (Arctiidae) családjához tartozó védett faj.

## Elterjedése
Közép- és Dél-Európában, Észak-Afrikában és Nyugat-Ázsiában előforduló lepkefaj.

## Megjelenése
Szárnyfesztávolsága 45-60 milliméter. Fehér, barna, sárga-bélelt első szárnyaikon több, részben törött fekete kereszt sávok láthatók.  A hátsó szárnyakat élénk piros és fekete foltok tarkítják. A nőstények vastagabbak és nehezebbek, mint a hímek repülés közben. A hernyója legfeljebb 50 milliméter hosszú.  Sötét szürke és világos szürke, hosszú halvány sárgás árnyalattal. Az alsó oldalán a szőr gesztenye színű.

## Életmódja
Májustól júliusig repül. A száraz mezőket kedveli. Hernyója lágyszárúakon él: 
|  |

## Fordítás
- Ez a szócikk részben vagy egészben  az   Englischer Bär című német Wikipédia-szócikk fordításán alapul.  Az eredeti cikk szerkesztőit annak laptörténete sorolja fel. Ez a jelzés csupán a megfogalmazás eredetét és a szerzői jogokat jelzi, nem szolgál a cikkben szereplő információk forrásmegjelöléseként.